# Мишвелидзе, Шота
Шота Мишвелидзе (груз. შოთა მიშველიძე;род. 18 октября 1994 года) - грузинский тяжелоатлет, двукратный чемпион Европы 2018 и 2023 годов. Призёр чемпионатов мира 2017, 2021 и 2022 годов.

## Карьера
В 2015 году грузинский спортсмен впервые выступил на взрослом чемпионате мира где занял 26-е место в категории до 69 кг. 
В категории до 62 кг, в 2017 году, на чемпионате мира в Анахайме он завоёвывает бронзовую медаль первенства показав сумму 298 кг.
На чемпионате Европы 2018 года, в Бухаресте, Шота по сумме двух упражнений стал чемпионом континента, сумев зафиксировать результат 299 кг.
В 2018 году принял участие в чемпионате мира в Ашхабаде. Выступал в новой весовой категории до 61 кг. В результате стал 7-м, с весом на штанге по сумме двух упражнений - 293 кг. 
На чемпионате Европы 2019 года, в Батуми, грузин в упражнении толчок завоевал малую золотую медаль (156 кг), однако по сумме двух упражнений на подиум подняться не смог.
В апреле 2021 года на чемпионате Европы в Москве, в весовой категории до 61 кг, Шота занял итоговое второе место с результатом 290 килограммов и стал вице-чемпионом Европы. В упражнении «рывок» он сумел завоевать малую серебряную медаль с результатом 135 кг.
В декабре 2021 года принял участие в чемпионате мира, который состоялся в Ташкенте. В весовой категории до 61 килограммов, Шота по сумме двух упражнений с весом 286 кг стал серебряным призёром. В упражнениях и рывок, и толчок он завоевал малые серебряные медали.
В 2022 году, весной, на чемпионате Европы в Тиране, в категории до 67 килограммов, завоевал серебряную медаль с результатом по сумме двух упражнений 307 килограммов. 
В Ереване, на чемпионате Европы 2023 года, Шота в категории до 61 кг, с результатом по сумме двух упражнений 298 кг завоевал золотую медаль. В упражнении рывок он также стал обладателем малой золотой медали, а в упражнении толчок малой серебряной медали. 
В Саудовской Аравии, где состоялся Чемпионат мира по тяжёлой атлетике 2023 года, грузинский спортсмен в категории до 61 кг стал четвёртым с результатом 297 кг по сумме двух упражнений. Малая бронзовая медаль в рывке досталась ему с результатом 136 кг.
В феврале 2024 года на чемпионате Европы в Софии Шота завоевал бронзовую медаль по сумме двух упражнений с результатом 272 кг. В упражнении рывок он стал третьим (125 кг). 

## Достижения
Чемпионат мира
| Результат | Вес       | Год  | Место соревнований  | Рывок | Толчок | Общий вес |
| Бронза    | до 62 кг. | 2017 | Анахайм, США        | 135,0 | 163,0  | 298,0     |
| Серебро   | до 61 кг. | 2021 | Ташкент, Узбекистан | 131,0 | 155,0  | 286,0     |

Чемпионат Европы
| Результат | Вес       | Год  | Место соревнований | Рывок | Толчок | Общий вес |
| Золото    | до 62 кг. | 2018 | Бухарест, Румыния  | 134,0 | 165,0  | 299,0     |
| Серебро   | до 61 кг. | 2021 | Москва, Россия     | 135,0 | 155,0  | 290,0     |
| Серебро   | до 67 кг. | 2022 | Тирана, Албания    | 142,0 | 165,0  | 307,0     |
| Золото    | до 61 кг. | 2023 | Ереван, Армения    | 136,0 | 162,0  | 298,0     |
| Бронза    | до 61 кг. | 2024 | София, Болгария    | 125,0 | 147,0  | 272,0     |

## Статистика
| Год                                  | Место                              | Вес                                | Рывок                              | Рывок                              | Рывок                              | Рывок                              | Толчок                             | Толчок                             | Толчок                             | Толчок                             | Итог                               | Место                              |
| Год                                  | Место                              | Вес                                | 1                                  | 2                                  | 3                                  | Место                              | 1                                  | 2                                  | 3                                  | Место                              | Итог                               | Место                              |
| Чемпионат мира по тяжёлой атлетике   | Чемпионат мира по тяжёлой атлетике | Чемпионат мира по тяжёлой атлетике | Чемпионат мира по тяжёлой атлетике | Чемпионат мира по тяжёлой атлетике | Чемпионат мира по тяжёлой атлетике | Чемпионат мира по тяжёлой атлетике | Чемпионат мира по тяжёлой атлетике | Чемпионат мира по тяжёлой атлетике | Чемпионат мира по тяжёлой атлетике | Чемпионат мира по тяжёлой атлетике | Чемпионат мира по тяжёлой атлетике | Чемпионат мира по тяжёлой атлетике |
| ------------------------------------ | ---------------------------------- | ---------------------------------- | ---------------------------------- | ---------------------------------- | ---------------------------------- | ---------------------------------- | ---------------------------------- | ---------------------------------- | ---------------------------------- | ---------------------------------- | ---------------------------------- | ---------------------------------- |
| 2015                                 | Хьюстон, США                       | до 69 кг                           | 134                                | 138                                | 140                                | 18                                 | 160                                | 165                                | 165                                | 33                                 | 300                                | 26                                 |
| 2017                                 | Анахайм, США                       | до 62 кг                           | 130                                | 130                                | 135                                | 4                                  | 148                                | 157                                | 163                                | 5                                  | 298                                | 3                                  |
| 2018                                 | Ашхабад, Туркмения                 | до 61 кг                           | 130                                | 135                                | 139                                | 7                                  | 155                                | 155                                | 158                                | 9                                  | 293                                | 7                                  |
| 2019                                 | Паттайя, Таиланд                   | до 61 кг                           | 130                                | 135                                | 135                                | 4                                  | 152                                | 160                                | 162                                | 16                                 | 287                                | 7                                  |
| 2021                                 | Ташкент, Узбекистан                | до 61 кг                           | 126                                | 126                                | 131                                | 2                                  | 150                                | 155                                | 160                                | 2                                  | 286                                | 2                                  |
| Чемпионат Европы по тяжёлой атлетике |                                    |                                    |                                    |                                    |                                    |                                    |                                    |                                    |                                    |                                    |                                    |                                    |
| 2018                                 | Бухарест, Румыния                  | до 62 кг                           | 129                                | 133                                | 134                                | 2                                  | 152                                | 158                                | 165                                | 1                                  | 299                                | 1                                  |
| 2019                                 | Батуми, Грузия                     | до 61 кг                           | 125                                | 129                                | 129                                | 4                                  | 147                                | 149                                | 156                                | 1                                  | 281                                | 4                                  |
| 2021                                 | Москва, Россия                     | до 61 кг                           | 129                                | 131                                | 135                                | 2                                  | 155                                | 159                                | 162                                | 5                                  | 290                                | 2                                  |